# Damour
Damour (árabe: الدامور) é uma cidade majoritariamente cristã-libanesa, próxima do sul de Beirute. Esta cidade ficou conhecida em janeiro de 1976 durante a Guerra Civil Libanesa quando foi atacada por militantes palestinos e o LNM. O nome da cidade deriva do nome do deus fenício Damoros que simbolizava a imortalidade (ديمومة em árabe)

## Geografia
A cidade está situada numa das poucas zonas planas da costa libanesa. É construída ao norte do rio, o antigo Tamyrus, que leva o seu nome numa duna com vista para o Mediterrâneo. Está rodeada por plantações de bananeiras e culturas hortícolas. Tem uma área de 10,1 km² (3,9 sq mi). A autoestrada Beirute-Ture separa as plantações. Agora desmontada, a via é uma escala.